# Terence Stamp
Terence Stamp   (Stepney i East End, 22 de juliol de 1938 - Londres, 17 d'agost de 2025) fou un actor britànic, guardonat amb el Globus d'Or a la nova estrella de l'any (1962).

## Biografia
Terence Stamp procedia d'una família modesta de Stepney a Londres. Després de fer teatre, debuta en el cinema al mateix temps que Sarah Miles, apadrinats per Laurence Olivier i Simone Signoret. És localitzat per Ustinov, que declara que cal utilitzar la seva cara pura abans que el jove perdi la seva innocència. De fet, encarna ja un àngel, víctima expiatòria en Billy Budd. Des de la pel·lícula següent, The Collector, aconsegueix la glòria gràcies a un paper de proletari assassí. Roda després amb Joseph Losey una comèdia d'espionatge i amb Schlesinger un melodrama històric, imposant una imatge de dandi a la pantalla i a la ciutat, passant les vesprades amb el seu amic Michael Caine. Surt amb Joan Collins, abans de formar una parella amb la model Jean Shrimpton.
Ken Loach és reticent quan els seus productors li imposen Terence Stamp com a intèrpret, a causa de la seva reputació de dandi. Ara bé, Stamp, segons la seva pròpia confessió, pel seu origen hauria pogut perfectament ser el seu personatge. Tanmateix, Ken Loach no ha reconegut aquesta evidència. Segueix una gran decepció per a l'actor, a qui Michelangelo Antonioni havia promès el paper del fotògraf en Blow-Up, que preparava a Anglaterra (el donarà a David Hemmings).
Terence Stamp s'instal·la a Itàlia, on roda un western en què reemplaça de cop i volta Robert Redford, Teorema de Pasolini, en el qual interpreta un àngel visitant i salvador (en el sentit bíblic dels termes), probablement la seva composició més cèlebre, i l'esquetx Toby Dammit, no et juguis el teu cap amb el diable, realitzat per Fellini, en què encarna un actor bisexual i drogat, paper refusat per Peter O'Toole. Clou aquest cicle fecund interpretant Rimbaud davant de Jean-Claude Brialy com a Verlaine en Una stagione all'inferno de Nelo Risi.
Després de la seva ruptura amb Jean Shrimpton, Terence Stamp es retira en un ashram a Àsia i s'allunya de les càmeres. En els anys 1970, el públic el veu de tard en tard, en Divina creatura, davant de Mastroianni, o en el fantàstic Hu Man, al costat de Jeanne Moreau. Torna el 1977, simultàniament en Meetings with Remarkable Men de Peter Brook i en Superman de Richard Donner, en què surt en un racó. Les seves pel·lícules següents, Misteri a l'illa dels monstres, Amo no amo, amb Jacqueline Bisset i Maximilian Schell, Morte in Vaticano, en què interpreta el papa assassinat, romanen invisibles. Un altre arraconament: en The Company of Wolves de Neil Jordan, posa els seus trets al diable que es desplaça en una limusina.

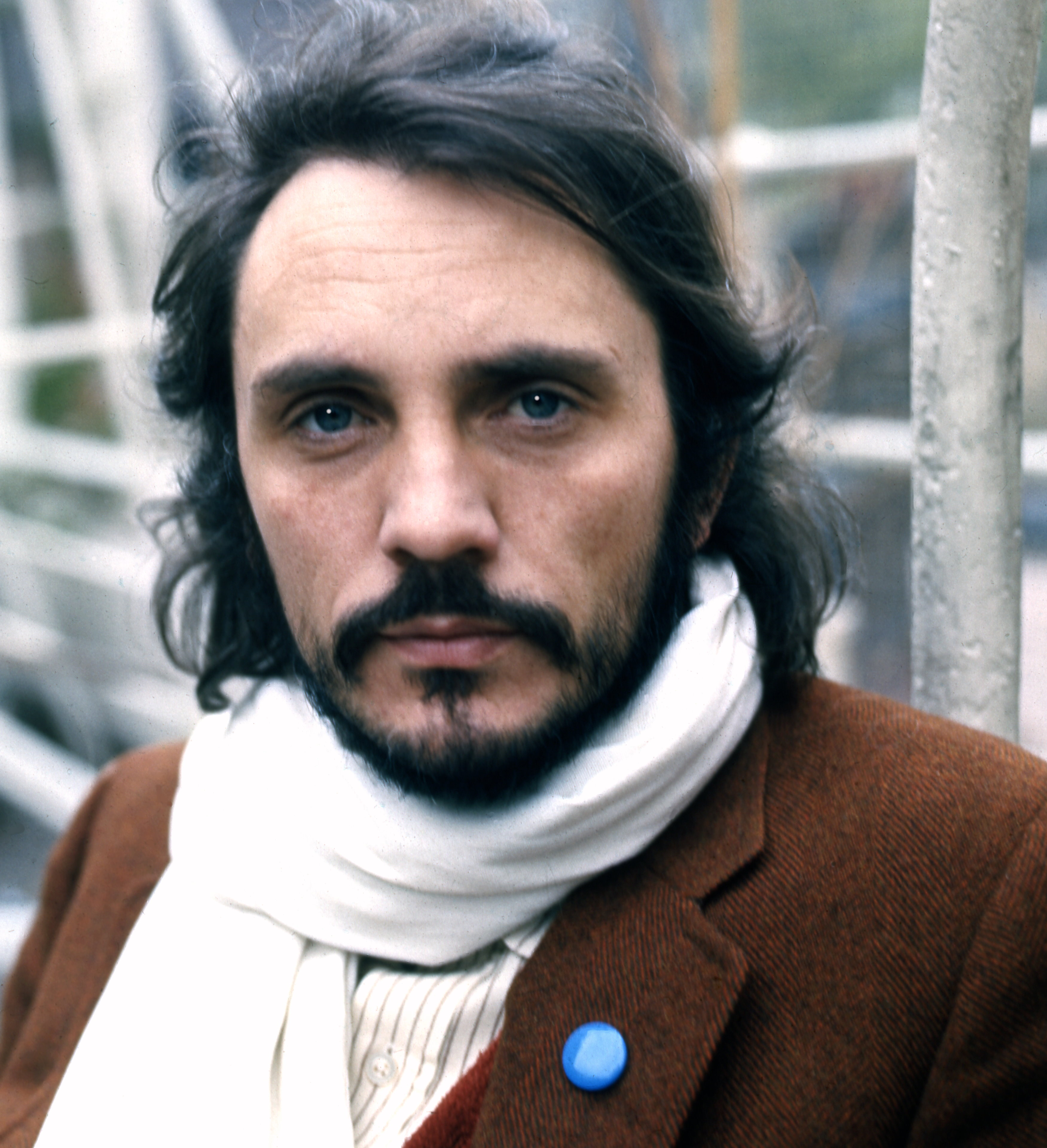
Stamp el 1977

The Hit / L'Assassí era gairebé perfecte, del jove Stephen Frears, posa la seva carrera un altre cop en marxa. Hi interpreta el paper central, el del gàngster traïdor. Participa després en pel·lícules de primer pla: Legal Eagles, amb Redford com a protagonista, The Sicilian de Cimino, en què la seva composició rivalitza amb la de Lancaster en Il gattopardo de Visconti, Wall Street, en què és un lord que salva el cap de Charlie Sheen; Young Guns, en què és, naturalment, l'anglès perdut al Far West americà...
En els anys 1990 i 2000, dona les seves més interessants composicions en transvestit en Les aventures de Priscilla i de cara a un altre «vestigi» dels Sixties, Peter Fonda, en el paper del títol de L'Anglais de Steven Soderbergh. Allò últim se li torna directament un homenatge utilitzant imatges de Poor Cow de Ken Loach.
La icona del Swinging London i l'estrella de William Wyler, Pasolini i Fellini va esdevenir un segon (o tercer) paper en les superproduccions americanes com Star Wars Episode I: The Phantom Menace de George Lucas, Elektra o Walkyrie de Bryan Singer. L'actor marca també la seva inclinació per la comèdia amb My Boss's Daughter de David Zucker i Superagent 86 de pel·lícula. Roda també el film de suspens Tiré à part i la comèdia Ma femme est une actrice, en què sedueix Charlotte Gainsbourg, dirigida pels francesos Bernard Rapp i Yvan Attal.

## Filmografia
| Any       | Pel·lícula                                                                    | Paper                                        | Notes                                                                                     |
| --------- | ----------------------------------------------------------------------------- | -------------------------------------------- | ----------------------------------------------------------------------------------------- |
| 1962      | La fragata infernal (Billy Budd)                                              | Billy Budd (marí mercant)                    | Globus d'Or a la nova estrella de l'any Nominació − Oscar al millor actor secundari       |
| 1962      | Term of Trial                                                                 | Mitchell                                     |                                                                                           |
| 1965      | El col·leccionista                                                            | Freddie Clegg                                | Premi a la interpretació masculina (Festival de Canes)                                    |
| 1966      | Modesty Blaise                                                                | Willie Garvin                                |                                                                                           |
| 1967      | Poor Cow                                                                      | Dave Fuller                                  |                                                                                           |
| 1967      | Lluny del brogit mundà (Far from the Madding Crowd)                           | Sergent Francis 'Frank' Troy                 |                                                                                           |
| 1968      | Histoires extraordinaires (Spirits of the Dead)                               | Toby Dammit                                  |                                                                                           |
| 1968      | Hu-Man                                                                        | Terence                                      |                                                                                           |
| 1968      | Teorema                                                                       | The Visitor                                  |                                                                                           |
| 1968      | The Divine Nymph                                                              | Dany di Bagnasco                             |                                                                                           |
| 1976      | Striptease                                                                    | Alain                                        |                                                                                           |
| 1977      | Black Out                                                                     | Edgar Poe                                    |                                                                                           |
| 1978      | El lladre de Bagdad (The Thief of Baghdad) (TV)                               | Visir Jaudur                                 | TV                                                                                        |
| 1978      | Superman                                                                      | General Zod                                  |                                                                                           |
| 1979      | Meetings with Remarkable Men                                                  | Prince Lubovedsky                            |                                                                                           |
| 1979      | Together?                                                                     | Henry                                        |                                                                                           |
| 1980      | Superman II                                                                   | General Zod                                  |                                                                                           |
| 1981      | Jules Verne's Mystery on Monster Island                                       | Taskinar/Skinner                             |                                                                                           |
| 1982      | Morte in Vaticano                                                             | Padre Andreani, poi Papa Giovanni Clemente I |                                                                                           |
| 1984      | The Hit                                                                       | Willie Parker                                |                                                                                           |
| 1984      | The Company of Wolves                                                         | The Devil                                    | No surt als crèdits                                                                       |
| 1986      | The Cold War Killers                                                          | David Audley                                 | TV                                                                                        |
| 1986      | Legal Eagles                                                                  | Victor Taft                                  |                                                                                           |
| 1986      | Link                                                                          | Dr. Steven Phillip                           |                                                                                           |
| 1986      | Hud                                                                           | Edward                                       |                                                                                           |
| 1987      | The Sicilian                                                                  | Príncep Borsa                                |                                                                                           |
| 1987      | Wall Street                                                                   | Sir Larry Wildman                            |                                                                                           |
| 1988      | Arma jove (Young Guns)                                                        | John Tunstall                                |                                                                                           |
| 1988      | Alien Nation                                                                  | William Harcourt                             |                                                                                           |
| 1990      | Genuine Risk                                                                  | Paul Hellwart                                |                                                                                           |
| 1991      | Beltenebros                                                                   | Darman                                       | Ós de Plata a la millor interpretació masculina                                           |
| 1993      | Extremadament perillosa (The Real McCoy)                                      | Jack Schmidt                                 |                                                                                           |
| 1994      | Les aventures de Priscilla (The Adventures of Priscilla, Queen of the Desert) | Bernadette                                   | Nominació − Globus d'Or al millor actor musical o còmic Nominació − BAFTA al millor actor |
| 1996      | Limited Edition                                                               | Edward Lamb                                  | (Tiré à Part)                                                                             |
| 1997      | Love Walked In                                                                | Fred Moore                                   |                                                                                           |
| 1997      | Bliss                                                                         | Baltazar                                     |                                                                                           |
| 1997      | The Hunger                                                                    | Host                                         | TV                                                                                        |
| 1999      | The Limey                                                                     | Wilson                                       | Satellite Award al millor actor - Pel·lícula dramàtica                                    |
| 1999      | Star Wars Episode I: The Phantom Menace                                       | Canceller Valorum                            |                                                                                           |
| 1999      | Bowfinger                                                                     | Terry Stricter                               |                                                                                           |
| 1999      | Kiss the Sky                                                                  | Kozen                                        |                                                                                           |
| 2000      | Red Planet                                                                    | Dr. Bud Chantilas                            |                                                                                           |
| 2001      | Revelation                                                                    | Magnus Martel                                |                                                                                           |
| 2002      | Full Frontal                                                                  | Man on Plane/ell mateix                      |                                                                                           |
| 2002      | Fellini: I'm a Born Liar                                                      | Ell mateix/Toby Dammit                       |                                                                                           |
| 2003–2011 | Smallville                                                                    | Jor-El                                       | Veu                                                                                       |
| 2003      | My Boss's Daughter                                                            | Jack Taylor                                  |                                                                                           |
| 2003      | The Kiss                                                                      | Philip Naudet                                |                                                                                           |
| 2003      | Static Shock                                                                  | Dennis/professor Menace                      | Sèrie                                                                                     |
| 2004      | The Haunted Mansion                                                           | Ramsley                                      |                                                                                           |
| 2004      | Dead Fish                                                                     | Samuel Fish                                  |                                                                                           |
| 2005      | Elektra                                                                       | Stick                                        |                                                                                           |
| 2005      | These Foolish Things                                                          | Baker                                        |                                                                                           |
| 2006      | The Elder Scrolls IV: Oblivion                                                | Mankar Camoran                               | Videojoc Veu                                                                              |
| 2006      | September Dawn                                                                | Brigham Young                                |                                                                                           |
| 2007      | Halo 3                                                                        | Prophet of Truth                             | Videojoc Veu                                                                              |
| 2008      | Wanted                                                                        | Pekwarsky                                    |                                                                                           |
| 2008      | Flowers and Weeds                                                             | Storyteller                                  |                                                                                           |
| 2008      | Superagent 86 de pel·lícula                                                   | Siegfried                                    |                                                                                           |
| 2008      | Yes Man                                                                       | Terrence Bundley                             |                                                                                           |
| 2008      | Valkyrie                                                                      | Ludwig Beck                                  |                                                                                           |
| 2010      | Ultramarines: A Warhammer 40,000 Movie                                        | Capità Severus                               |                                                                                           |
| 2011      | The Adjustment Bureau                                                         | Thompson                                     |                                                                                           |
| 2012      | "Night & Day"                                                                 | Ell mateix                                   | Vídeo musical de Hot Chip                                                                 |
| 2012      | Song for Marion                                                               | Arthur                                       |                                                                                           |
| 2013      | The Art of the Steal                                                          |                                              | Rodant-se                                                                                 |
| 2014      | Big Eyes                                                                      | John Canaday                                 | Rodant-se                                                                                 |
| 2016      | Miss Peregrine's Home for Peculiar Children                                   |                                              |                                                                                           |